# 브리지드 브래나
브리지드 브래나(영어: Brigid Brannagh, 1972년 8월 3일 ~ )는 미국의 배우이다.

## 출연작 목록
- 엔젤(2000) - 베로니카 브라이스